# اقتصاد السعادة

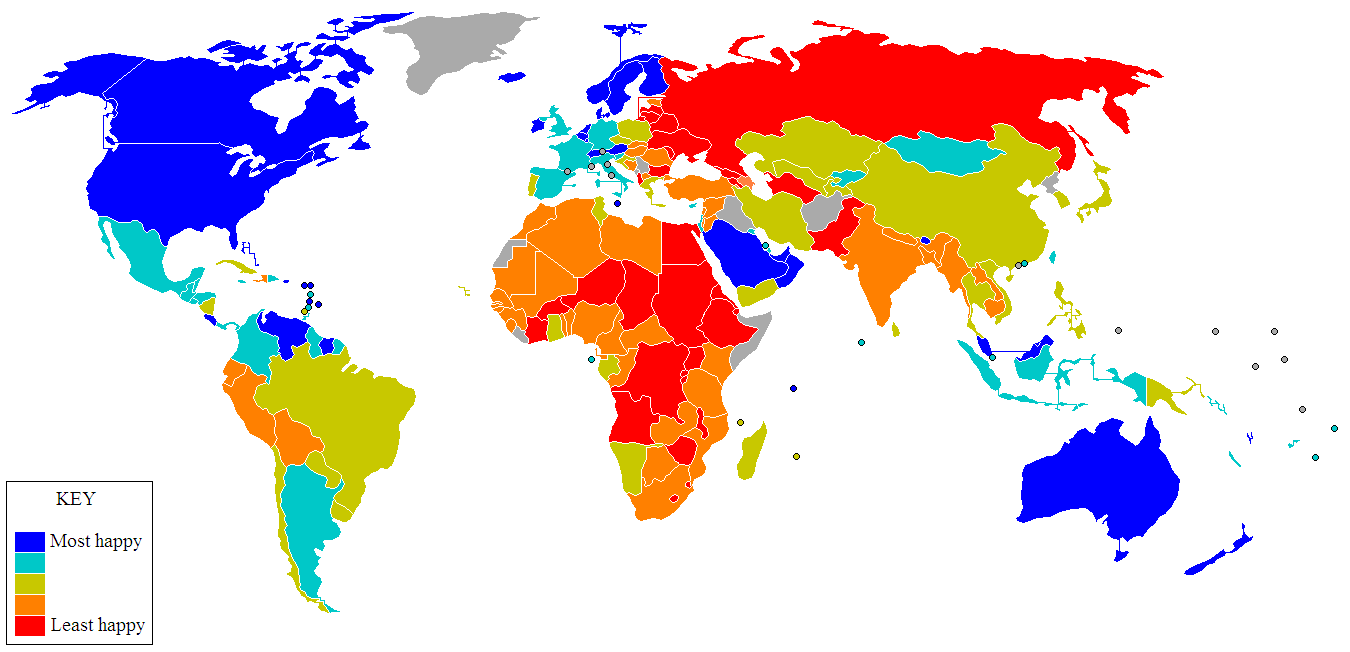
الصورة توضح مؤشر السعادة العالمى ، حيث الدول الأكثر سعادة باللون الأزرق والدول الأدنى سعادة باللون الأحمر

اقتصاديات السعادة أو اقتصاد السعادة هو الدراسة الكمّية والنظرية للسعادة والوجدان الإيجابي والسلبي والرفاهية وجودة الحياة والرضا عن الحياة ومفاهيم أخرى ذات صلة، وُعنى عادةً بارتباط الاقتصاد مع مجالات أخرى مثل علم النفس والصحة وعلم الاجتماع. عادةً ما يتعامل اقتصاد السعادة مع التدابير المتعلّقة بالسعادة كأمر يتوجّب تعظيمه، بدلاً من التعامل مع الثروة أو الدخل أو الربح. شهد هذا المجال نمواً كبيراً منذ أواخر القرن العشرين، وذلك من خلال تطوير أساليبه ودراساته الاستقصائية ومؤشراته المُستخدمة لقياس السعادة والمفاهيم الأخرى ذات الصلة. وُصفت النتائج التي توصّل إليها هذا المجال على أنها تحدّي في وجه مهنة الاقتصاد.

## المحددات

### الناتج المحلّي الإجمالي والدخل القومي الإجمالي
عادةً ما تُستخدم التدابير المالية الوطنية كالناتج المحلي الإجمالي (GDP) والدخل القومي الإجمالي (GNP) كمقياس لنجاح السياسة. هناك ارتباط وثيق بين الناتج المحلي الإجمالي والسعادة، إذ يمتلك مواطنو الدول الأكثر ثراءً معدلات سعادة أعلى من أولئك في الدول الفقيرة. قيل بأن هذه العلاقة لا تستمر بعد وصول متوسط الناتج المحلّي الإجمالي الاسمي للفرد إلى 15,000 دولار أمريكي. في القرن الواحد والعشرين، أحرزت العديد من الدراسات نتائج معاكسة، ولذلك تُعتبر مفارقة إيسترلين مثيرة للجدل.

### الدخل الفردي
اعتقد الاقتصاديون تاريخياً بأن الرفاهية وظيفة بسيطة من وظائف الدخل. ومع ذلك، وُجد أنه بمجرد وصول الثروة إلى حد الكفاف، تضاءلت فعاليتها كعامل في تحقيق الرفاهية. يطمح اقتصاديو السعادة إلى تغيير منظور الحكومات للرفاهية وكيفية التحكّم في الموارد، إضافة إلى توزيع الموارد وفقاً لهذه المفارقة.

### الضمان الاجتماعي
يدّعي روت فينهوفن بأن مدفوعات الضمان الاجتماعي لا تزيد من السعادة. يُعزى الأمر إلى عدم زيادة الدخل غير المُكتسب (كاليانصيب مثلاً) لمستوى السعادة أيضاً. قد تكون السعادة بمثابة مكافأة عقلية لعمل مفيد. ومع ذلك، قدّم جوهان نوربيرج من مركز الدراسات المستقلّة (مؤسسة فكرية اقتصادية للأعمال الحرّة) فرضيةً مفادها أن الأشخاص الذين يعتقدون بأنهم يمتلكون زمام السيطرة على حياتهم يُعتبرون أكثر سعادةً، إذ تقلل المؤسسات الأبوية من مستويات السعادة.

### التوظيف
يمتلك العاملون رفاهية أعلى عموماً من العاطلين عن العمل. قد لا يتسبّب التوظيف بحد ذاته في زيادة الرفاهية الشخصية، إلا أنه ييسّر الأنشطة التي تزيد من الرفاهية (مثل إعالة الأسرة والعمل الخيري والتعليم). بينما يزيد العمل من مستوى الرفاهية من خلال توفيره للدخل، لا يدل مستوى الدخل على الرفاهية الشخصية مثلما تفعل الفوائد الأخرى المرتبطة بالعمل. تُعدّ مشاعر الاستقلالية والتفوّق الموجودة في معدّل عالٍ لدى العاملين قياساً بغير العاملين مؤشراً قويّاً على الرفاهية الشخصية قياساً بالثروة.

### العلاقات والأطفال
أدّى الانخفاض النسبي في معدلات السعادة عند الإناث إلى تضييق الهوّة الجنسانية المرتبطة بالسعادة، إذ كانت معدلات الرفاهية أعلى عند النساء مقارنةً بالرجال خلال سبعينيات القرن الماضي.
تُعتبر العلاقات الشخصية عاملاً حاسماً في مستويات السعادة في المجتمعات الغنية، حيث لا يعادل ارتفاع الدخل زيادةً في مستويات الرفاهية الشخصية.
استنتج كلّ من غلاسير وغوتليب وزيف بأن هناك انسجام بين تنازلات السعادة التي يُظهر الأفراد استعداداً لتقديمها وقابلية إبلاغ الآباء عن مستويات سعادة متدنية، إذ يضحّي الآباء برفاهيتهم الشخصية من أجل «ثمن» إنجاب الأطفال.

### الحرية والسلطة
هناك ارتباط وثيق بين شعور الشخص بسلطته على حياته ومستويات السعادة.
أشارت إحدى دراسات جامعة زيورخ بأن النظم الديمقراطية والاتحادية تجلب الرفاهية للأفراد. خلصت الدراسة إلى أن إمكانيات المواطنين في المشاركة السياسية المباشرة تزيد من مستوى رفاهيتهم الشخصية. ذُكر سببين لهذا الاستنتاج، أولهما يقول بأن إتاحة دور أكثر فعالية للمواطنين بحيث يستطيعون مراقبة السياسيين المحترفين بشكل أفضل يسفر عن زيادة الرضا بالناتج الحكومي. أما السبب الثاني فيتعلّق بزيادة قدرة المواطنين على المشاركة في العملية السياسية والسيطرة عليها، إذ يحقق الأمر زيادةً في مستوى الرفاهية بصورة مستقلة.

### التعددية الدينية
تشير البيانات الوطنية المقطعية إلى وجود علاقة عكسية بين التعددية الدينية والسعادة، لربما يكون من خلال تيسير الترابط (والتقليل من حجم الفجوات) وتيسير رأس المال الاجتماعي.

### السعادة والترفيه
تعتمد العديد من الأبحاث المرتبطة بالسعادة والترفيه على الرفاهية الشخصية (SWB) كمقياس ملائم للسعادة. أظهرت الأبحاث مجموعةً واسعةً من العوامل المساهمة والمترتّبة على العلاقة بين الترفيه والسعادة. تشمل هذه العوامل آليات نفسية وأنواع أو سمات الأنشطة الترفيهية التي تساهم في رفع مستويات السعادة الذاتية. قد يسفر النشاط الترفيهي عن خمسة آليات نفسية أساسية على وجه الخصوص، بما في ذلك الانفصال-الانتعاش بعد العمل واستقلالية الترفيه وإجادة الأنشطة الترفيهية وإعطاء المعنى لهذه الأنشطة وتحقيق الانتماء الاجتماعي في أوقات الفراغ (DRAMMA). تزيد الأنشطة الترفيهية البدنية والعلاقاتية والمنفّذة في الهواء الطلق من شعور الشخص برضاه عن أوقات فراغه. تشير الأبحاث التي أُجريت في 33 دولة مختلفة بأن الأفراد الأكثر سعادة هم الأفراد الذين يشعرون بأنهم يعززون علاقاتهم الاجتماعية ويعملون على تنمية شخصيتهم في أوقات فراغهم. علاوة على ذلك، يرتبط كلّ من التسوّق وقراءة الكتب وحضور المناسبات الثقافية ولقاء الأقارب والاستماع إلى الموسيقى وحضور الأحداث الرياضية بمستويات أعلى من السعادة. لا يسفر قضاء الوقت في تصفّح الإنترنت أو مشاهدة التلفاز عن مستويات سعادة عالية قياساً بتلك الأنشطة الأخرى.

### الأمن الاقتصادي
يرتبط التخفيف من حدّة الفقر بمستويات سعادة أكبر لدى السكان. وفقاً لآخر الاستعراضات المنهجية للمؤلفات الاقتصادية المتعلّقة بالرضا عن الحياة، يؤثر التضخّم العالي أو المتقلّب بشكل سلبي على رفاهية السكان وخصوصاً من يمتلكون توجّهات سياسية يمينية. يشير الأمر إلى تغيير المعتقدات المتعلّقة بالأمن الاقتصادي جزئياً لتأثير الاضطرابات على الأمن الاقتصادي.

### الاستقرار السياسي
وجد تحليل مركز البحوث الاقتصادية والسياسية للعوامل الاقتصادية المرتبطة بالسعادة أنه يمكن للرضا عن الحياة تفسير النمو الاقتصادي الذي يلي حصول الحكومات الحالية على أعلى نسبة من الأصوات، والذي يفسّر بحد ذاته زيادة فرص العمل بستّة أضعاف ومضاعفة التضخّم.

### الحرية الاقتصادية
تتمتّع المجتمعات الفردية بمستويات أعلى من السعادة. يرتبط وجود مؤسسات الاقتصاد الحر بزيادةٍ في تفاوت مستويات الثروة إلا أنها لا تسهم بالضرورة بانخفاض معدلات الرفاهية الكلّية أو الرفاهية الشخصية على المستوى السكّاني. في واقع الأمر، يعزز عدم المساواة في الدخل من الرفاهية العالمية. هناك بعض الجدل حول ما إذا كان العيش بين الجيران الفقراء يزيد من مستوى سعادة الفرد، وما إذا كان العيش بين الجيران الأغنياء يقلل من مستوى السعادة الناجم عن الثروة. يُزعم بأن هذا الأمر قابل للتحقق من خلال تأثير المقارنة التصاعدية والتنازلية (تنافس الجيران). تؤيّد محصلة الأدلة الفرضية القائلة بأن العيش في الأحياء الفقيرة يجعل المرء أقل سعادة، وأن العيش في الأحياء الغنية يجعل المرء أكثر سعادةً حقاً في الولايات المتحدة. وبما أن الوضع الاجتماعي مهم، يقلب توزان العوامل كوسائل الراحة والمناطق الآمنة والمساكن المُصانة جيداً موازين الأمور لصالح الفرضية القائلة بأن الجيران الأكثر ثراءً هم جيران أكثر سعادةً.

### الديمقراطية
ترتبط المؤسسات والرفاهية والديمقراطية والاتحادية بمستويات سعادة أعلى. وفي المقابل، ترتبط المشاركة السياسية والعمل الناشط ببعض المنافع الصحية. ومن ناحية أخرى، تتصدر بعض الدول غير الديمقراطية كالصين والسعودية قائمة إبسوس للدول التي يُعتبر مواطنيها أكثر سعادةً بتوجّهات حكوماتهم. يشير الأمر إلى أن خيارات التصويت لا تعني بالضرورة الرضا العام عن توجهات الحكومة. على كل حال، تكشف هذه العوامل عن الرضا التفضيلي والتخصصي بدلاً من الرفاهية الشخصية العامة.

### التنمية الاقتصادية
اعتقد الاقتصاديون تاريخياً بأن النمو الاقتصادي غير مرتبط برفاهية السكان، إذ أُطلق على هذه الظاهرة اسم مفارقة إيسترلين. أشارت البحوث الأكثر تعمّقاً إلى وجود صلة بين التنمية الاقتصادية ورفاهية السكان. أظهر تحليل استخلاصي لعام 2017 اختلافاً كبيراُ في تأثير نفقات الهياكل الأساسية على التنمية الاقتصادية. ولذلك، لا يمكن للمرء أن يفترض بأن مشاريع الهياكل الأساسية ستؤدي إلى استحقاقات في الرفاهية. لا تبحث أو توضّح هذه الدراسة أي متغيرات قابلة للتعديل وقادرة على التنبؤ بقيمة المشروع. ومع ذلك، يُعتبر الإنفاق الحكومي على الطرق والصناعات الأولية أفضل قيمة مستهدفة لنفقات النقل وفقاً لتحليل استخلاصي في عام 2013.